# Perditorulus rhamphodes
Perditorulus rhamphodes är en stekelart som beskrevs av Christer Hansson 2004. Perditorulus rhamphodes ingår i släktet Perditorulus och familjen finglanssteklar.
Artens utbredningsområde är Costa Rica. Inga underarter finns listade i Catalogue of Life.